# Rastrellamento della Val Grande
Il rastrellamento della Val Grande è stata una delle pagine più sanguinose della Guerra partigiana.

## Antefatto
Ai primi di maggio del 1944, una formazione della Repubblica di Salò salì per un rastrellamento in Val Grande, nel paese di Cicogna; sulla via di ritorno alcuni fascisti avevano scritto su un muro di una casa: «Leoni della montagna, vi aspettiamo a Fondotoce». Pochi giorni dopo, alcuni partigiani della formazione Valdossola guidati da Mario Muneghina, catturavano a Fondotoce 45 fascisti e un grosso bottino di armi e munizioni.

## Rastrellamento
La rappresaglia, che dalle forze naziste prese il nome di operazione «Köln», mosse 4 200 uomini tra SS-Polizei del 15º reggimento, uomini della Wehrmacht, soldati fascisti e un centinaio tra carri armati e autoblindo. L'attacco, che aveva come zona d'azione tutto l'entroterra verbanese, aveva lo scopo di annientare le formazioni partigiane in Val Grande e Valle Intrasca.
L'11 giugno, dopo aver bloccato tutte le vie di fuga a nord: val Vigezzo, val Loana e valle Cannobina, le unità naziste entrarono dagli accessi a sud dal paese di Rovegro con l'intento di spingere le formazioni partigiane, circa 400 persone, verso nord. I partigiani tuttavia riuscirono a ritardare l'avanzata, facendo saltare parzialmente la galleria del ponte Casletto, il ponte Casletto e il ponte di Velina. Nel frattempo l'artiglieria tedesca bombarda parte del paese di Cicogna, costringendo gli abitanti a fuggire verso nord. Dopo una breve resistenza a Ponte Casletto costata la vita a 10 partigiani, i tedeschi riuscirono a penetrare in Val Grande, e le forze partigiane ripiegarono verso la parte superiore della Val Grande e della Val Pogallo; da questi ripiegamenti si formarono diversi gruppi che frazionarono la divisione Valdossola, diventando preda facile dei tedeschi che con colonne di soldati diedero fuoco a numerosi alpeggi, setacciarono sentieri anche grazie a ricognizioni aeree.  La formazione più numerosa della Valdossola, con l'intento di sfondare l'accerchiamento tedesco da nord verso la Valle Vigezzo e la Svizzera, presso il paese di Finero subisce un duro combattimento con numerosi caduti o catturati e poi fucilati. Un'altra parte della formazione partigiana si era diretta nella Val Loana, venendo a uno scontro a fuoco col nemico presso la Cima della Laurasca, dove viene annientata.
Il 14 giugno inizia l'attacco da sud est alle formazioni Giovine Italia e Cesare Battisti, inizialmente condotto dai fascisti della Legione Leonessa e dal giorno successivo dai reparti tedeschi. Dopo una prima resistenza al Pian Cavallone e al Vadàa, i due comandanti della Giovine Italia, Gaetano Garzoli "Tenente Rolando" e Mario Flaim, si acquartierano sul Pizzo della Marona con un gruppo ristretto di partigiani, i più esperti e meglio armati, per permettere agli altri di defluire sia vrso la cannobina che verso i paesi a valle. Il 17 giugno la battaglia della Marona pone fine alla resistenza: 11 i corpi dei caduti (tra cui 4 ignoti) orrendamente deturpati. Del Tenente Rolando non si è più ritrovata traccia.
Il comandante del Valdossola, Dionigi Superti, era rientrato da Lugano dove era in missione presso l'Intelligence anglo-americana, per ottenere rifornimenti di armi e munizioni tramite un lancio aereo programmato alla base della Cima Pedum. Purtroppo il carico viene sganciato di notte in un'altra zona scambiata per il luogo previsto, per via degli incendi di un bivacco, e dei rifornimenti ne beneficeranno i tedeschi. 
I partigiani, stremati e senza munizioni, si dispersero, e mentre i più esperti si rifugiarono sulle vette cibandosi di erbe e radici, gli altri caddero in mano ai tedeschi, se morenti o feriti venivano fucilati o gettati nei burroni, mentre altri venivano fatti prigionieri.
A prestare soccorso sanitario ai numerosi feriti, c'era l'infermiera Maria Peron, partigiana del "Valdossola", che si prese cura sia di alpigiani che di partigiani per tutto il tempo del rastrellamento e non solo. Viene ricordata, in particolare, per l'operazione chirurgica eseguita in un fienile, che salvò la vita a Cesare Scampini, un partigiano di Samarate (VA).

### Fucilazioni
Le varie fucilazioni sommarie avvengono in diverse località: 
- Aurano: 7 partigiani vengono costretti a scavarsi la fossa e poi fucilati: Felice Antoniazza, Giovanni Borotti, Antonio Colombo, Bruno Gussoni, Tommaso Pessina, Franco Pomice e uno sconosciuto.[5]
- Falmenta: 4 partigiani: Emilio Benni, Giovanni De Paoli, Ausano Lupi, Natale Perego.
- Pogallo: vengono catturati 10 partigiani giovanissimi di età compresa tra i 16 e i 22 anni stremati e in condizioni pessime, a cui si aggiungono altri 8 catturati a un alpeggio. Vengono tutti fucilati: Bruno Cerutti, Fausto Colombo, Giacomo Crippa, Italo Demori, Ives Garlando, Mario Gavinelli, Leonardo Griffini, Elio Maggioni, Luigi Novati, Celestino Nicolò, Carlo Rocca e altri ignoti.

(Nino Chiovini, I giorni della semina, 1966, pp. 87.)
- Fondotoce: vengono fucilati 42 partigiani, se ne salva solo uno, Carlo Suzzi che venne chiamato il quarantatré.
- Baveno : lungo lago vengono fucilati 17 partigiani catturati in Val Grande
- Beura: 9 fucilati, viene considerato l'epilogo del rastrellamento.

## Epilogo
Il 27 giugno, con la fucilazione dell'ultimo gruppo di prigionieri a Beura, si ha la conclusione del rastrellamento della Val Grande. Per i partigiani le perdite sono altissime, quasi 300 morti contando qualche alpigiano, 208 baite distrutte e 3 rifugi alpini distrutti. Per i nazi-fascisti le perdite si aggirano sui 200.